# Jacinta Scoop-Constancia
Jacinta Venancia Adelaida Constancia (1 april 1973) is een Curaçaos politicus. Namens de partij Movementu Futuro Kòrsou (MFK) was zij minister van Volksgezondheid, Milieu en Natuur van 2010 tot 2012 en zat zij van 2012 tot 2021 in de Staten van Curaçao.

## Biografie
Jacinta Scoop-Constancia trouwde voor de eerste keer op haar negentiende en scheidde later. Voor zij de politiek in ging werkte ze voor onder andere Bureau Vrouwenzaken en was lid van het Bestuurscollege. Ook is ze maatschappelijk werkster geweest en richtte de ‘Fundashon Jacinta Constancia’ op met als doel het voorkomen van ‘drop-outs’ op scholen. In 2003 werd ze lid van de politieke partij Frente Obrero Liberashon (FOL). Tussen 2003 en 2006 was ze gedeputeerde van volksgezondheid en algemene ontwikkeling op Curaçao.
Bij de Eilandsraadsverkiezingen van 2010 stond Jacinta Constancia (toen nog onder haar geboortenaam) op de tweede plaats op de kieslijst van MKF. Met ingang van de status van autonoom land voor Curaçao op 10 oktober 2010 werd ze minister van Volkgezondheid, Milieu en Natuur in het kabinet-Schotte. Minister Constancia was een van de ministers in dit kabinet die niet door de screening heen kwam. In een uitgelekte memo is te lezen dat Jacinta Constancia in 2005 veroordeeld was tot een voorwaardelijke straf wegens valsheid in geschrifte, dat zij moeite had subsidiegeld voor haar stichting, waar vele familieleden voor werkten, naar behoren te kunnen verantwoorden, en dat zij om een HBO-opleiding voor Juridisch Assistent te kunnen volgen een diploma vervalst had. De screeningscommissie oordeelde dat vanwege "mogelijke veiligheidsrisico's" Jacinta Constancia "niet positief" uit de screening kwam.
De screeningsaffaire rondom ministers in het kabinet-Schotte was mede de oorzaak van de val van het kabinet Schotte in 2012 en nieuwe verkiezingen. Bij de Statenverkiezingen van 2012 werd Constancia gekozen als lid van de Staten. In 2014 gaf ze in een interview aan na deze Staten-periode de politiek te willen verlaten, maar tot die tijd voor MFK in de Staten te blijven zitten. Constancia deed ook mee aan de Statenverkiezingen van 2016 voor MFK en wist wederom een zetel te bemachtigen. Op 23 februari 2017 heeft zij statenlid voor de Partido MAN Giselle Mc William tijdens de zitting van de Staten in het gezicht geslagen. Voor deze mishandelingszaak kreeg zij van de rechter 80 uur werkstraf opgelegd. Statenlid Elsa Rozendal heeft ook aangifte gedaan tegen Constancia, zij zou gedreigd hebben om Rozendal ook te mishandelen. Aansluitend kondigde Constancia aan als politicus op te stappen, echter gaf zij hieraan geen uitvoering. Bij de Statenverkiezingen van 2017 stond zij als nummer vier op de MFK-lijst. Met 692 persoonlijke stemmen werd zij herkozen tot statenlid.

## Dubnium-zaak
Tijdens haar periode als minister raakte Constancia betrokken bij de Dubnium-zaak. In die zaak is 365.000 gulden betaald voor de aanschaf van mondkapjes. De spullen zijn vervolgens nooit geleverd. Nadat minister Ben Whiteman (PS) aangifte had gedaan volgde in maart 2015 een huiszoeking bij onder meer Constancia. Op 22 juni 2015 meldde Constancia zich bij de politie waarop ze gearresteerd werd op verdenking van oplichting, verduistering, witwassen van geld en valsheid in geschrifte. Ze zat een week gevangen, voordat ze weer werd vrijgelaten alhoewel ze verdachte bleef. Zelf beweert Constancia onschuldig te zijn, omdat ze naar eigen zeggen als minister geen tekenbevoegdheid had voor deze transactie. Ook zag ze de aangifte tegen haar door toenmalig minister Whiteman als een politieke aangifte. Tegen de media zei ze na een huiszoeking in maart 2015: "Het was eerst Schotte en nu volgt Constancia. Whiteman heeft kennelijk onderzoek laten doen en diende daarna een aangifte in tegen mij. Dit had niet zo moeten gaan. Ik had anders verwacht van Whiteman, die er kennelijk voor heeft gekozen om (op mensen) te jagen in plaats van te regeren. Ik was drie jaren geleden minister en nu pas zoekt men iets tegen mij." Haar partij MFK heeft altijd achter haar gestaan in deze zaak. Op 14 augustus 2018 werd Constancia veroordeeld tot een gevangenisstraf van 20 maanden en mag ze vijf jaren de functie van parlementariër niet uitoefenen. Twee jaar later werd in hoger beroep het vonnis bevestigd met verhoging van de celstraf naar 21 maanden.